# Campylonotidae
Famille
Les Campylonotidae sont une famille de crevettes (crustacés décapodes) de la super-famille des Campylonotoidea.

## Liste des genres
Selon BioLib (31 janvier 2019), Catalogue of Life (31 janvier 2019), ITIS (31 janvier 2019),NCBI (31 janvier 2019), Paleobiology Database (31 janvier 2019) et World Register of Marine Species (31 janvier 2019), les Campylonotidae comprennent le genre suivant :
- genre Campylonotus Spence Bate, 1888